# クレージーだよ天下無敵
『クレージーだよ天下無敵』（クレージーだよてんかむてき）は、1967年1月14日に公開されたクレージーキャッツ主演作品。坪島監督が少年時代に観た『エノケンの頑張り戦術』（1939年 中川信夫監督）を現代風にアレンジした「作戦シリーズ」第8作。ただし、ダブル主演の植木等と谷啓以外のメンバー5名は全て端役となっている。
それまでの「総天然色」に代わって、ポスター等に「カラー作品」と記された、初の東宝クレージー映画でもある。併映は「駅前シリーズ」の中の一本『喜劇 駅前満貫』（監督：佐伯幸三）だが、クレージー映画と駅前シリーズの2本立ては、これが最後となった。

## ストーリー
遠い神代の昔から宿敵同士の猿飛三郎と犬丸丸夫は、それぞれトヨトミ電機と徳川ムセンというライバル会社の調査室、いわゆる産業スパイの所属する課に入社し、互いに激しいスパイ合戦を繰り返す。ある日犬丸は婚約者のみどりと共に、徳川ムセン専務の秘書和子と外出した猿飛を追いかけるが、二人とも彼女と喧嘩して置いてけぼりにされてしまう。その帰りに知り合ったバーのマダム真奈子の店で二人は仲直りするが、その席でお互いの会社が立体テレビを開発していることを知る。何としても相手より先に立体テレビを完成させたい重役たちは各課に奮起を促すが、その陰では立体テレビの設計図を狙う国際的な産業スパイが動き出していた……

## ロケ地
- 中央区八丁堀
- 経堂駅近辺
- 首都高宝町ランプ
- 馬事公苑
- 旧千代田生命本社ビル（現目黒区役所）

ほか

## スタッフ
- 製作：渡辺晋
- 製作補：五明忠人
- 監督：坪島孝
- 脚本：田波靖男
- 音楽：萩原哲晶

## キャスト
- 猿飛三郎：植木等
- 犬丸丸夫：谷啓
- 石川和子：野川由美子
- 松野みどり：高橋紀子
- 魚住真奈子：北あけみ
- 町医者：ハナ肇
- ダンプの運転手：犬塚弘
- 曽呂利アナウンサー：桜井センリ
- 美容院の客：石橋エータロー
- 美容師：安田伸
- 本多専務：東野英治郎
- 伊賀調査室長：人見明
- 徳川ムセン社員 渡：大前亘
- 木下重役：清水元
- 服部調査課長：藤木悠
- 法良宣伝課長：石田茂樹
- 石田技術部長：岡部正
- 仁木：田崎潤
- 産業スパイ：桐野洋雄、草川直也、渋谷英男
- マンションにくる警官：佐田豊、二瓶正也
- ロケ中のタレント：なべおさみ
- 職人風の通勤客：広瀬正一
- 万能ロボット、ニュースカメラマン（2役）：関田裕
- ヒットショーの司会者：鈴木和夫

※以下、出演シーンカット
- CMタレント：沢村いき雄、菱見地谷子（ひし美ゆり子）
- 豊浦美子
- 岩本弘司
- 緒方燐作

## 挿入歌
「みんな世のため」
作詞：阪田寛夫、作曲：萩原哲晶、歌：植木等
「聞け万国の労働者（メーデーの歌）」
作詞：大場勇、作曲：栗林宇一、歌：植木等
「プンプン野郎」
作詞：河野洋、作曲：山本直純、歌：谷啓
「シビレ節」
作詞：青島幸男、作曲：宮川泰、歌：植木等、野川由美子
「遺憾に存じます」
作詞：青島幸男、作曲：萩原哲晶、歌：植木等　※アカペラ
「それはないでショ」
作詞：塚田茂、作曲：植木等、歌：植木等・谷啓